# 比托特罗
比托特罗（INN：bitolterol）是一种短效β2肾上腺素受体激动剂，用于缓解哮喘和慢性阻塞性肺病等疾病的支气管痉挛。在这些疾病中，负责将空气输送到肺部的气道（支气管及其分支）会变窄。支气管内的肌肉痉挛和炎症加剧了这种变窄。比托特罗通过放松持续存在于支气管和支气管细支周围的平滑肌，有助于空气顺畅通过。

可尔特罗

比托特罗是可尔特罗的前药。它起效迅速（2至5分钟），可持续长达6至8小时。该药单独或与茶碱合用，不显示心脏毒性作用。
美国食品和药物管理局于1984年12月批准了比托特罗。该药物于2001年被Élan制药从市场上撤回。